# 이주민혐오방지센터
이주민혐오방지센터(영어: Center against xenophobia)는 대한민국의 인권단체이다. 대한민국에서 발생하는 이주민의 인권침해와 혐오∙차별로부터 이주민의 인권을 보장∙보호하고, 혐오∙차별을 방지하며, 대중매체와 시민사회에서의 이주민 인식개선을 주도함으로써 세계 인권 선언 제2조와 대한민국 헌법 제 11조 1항의 '차별 받지 않을 권리'의 가치를 지키기 위해 2020년 6월 1일 설립되었다. 

## 주요 활동
이주민혐오방지센터는 이주민의 인권보호와 대한민국 3대 사회 혐오 중 하나인 이주민 혐오를 방지하기 위한 활동을 하고 있다.
- 대중매체∙시민사회에서의 이주민 인식개선 활동
- 이주민 혐오∙차별 방지 정책 개발 및 연구
- 이주민 인권보호 교육 활동
- 미래세대 교류 활동